# Копауэ
Копауэ — активный вулкан на границе Чили и Аргентины.
Высота над уровнем моря — 2997 м. Вулкан расположен на юге Чили на границе с аргентинской провинцией Неукен. Имеется девять вулканических кратеров протянувшихся на расстояние 2 км. С утра 22 декабря 2012 года Копауэ начал выбрасывать из своего жерла облака газов и пепла, достигших в высоту 1,5 километра.